# Mfengu

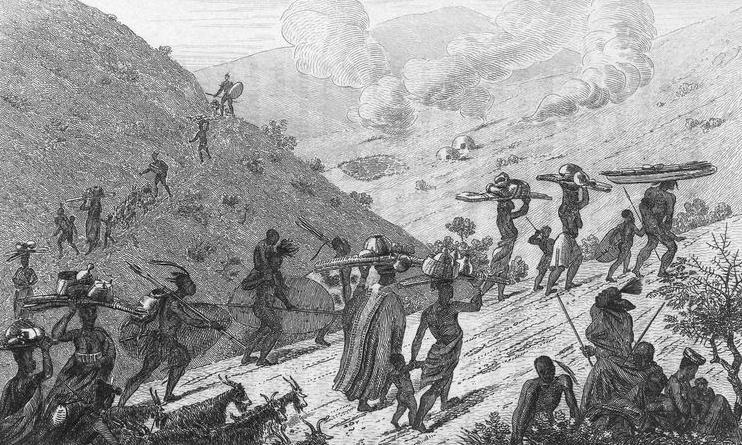
Mfengu 1840.

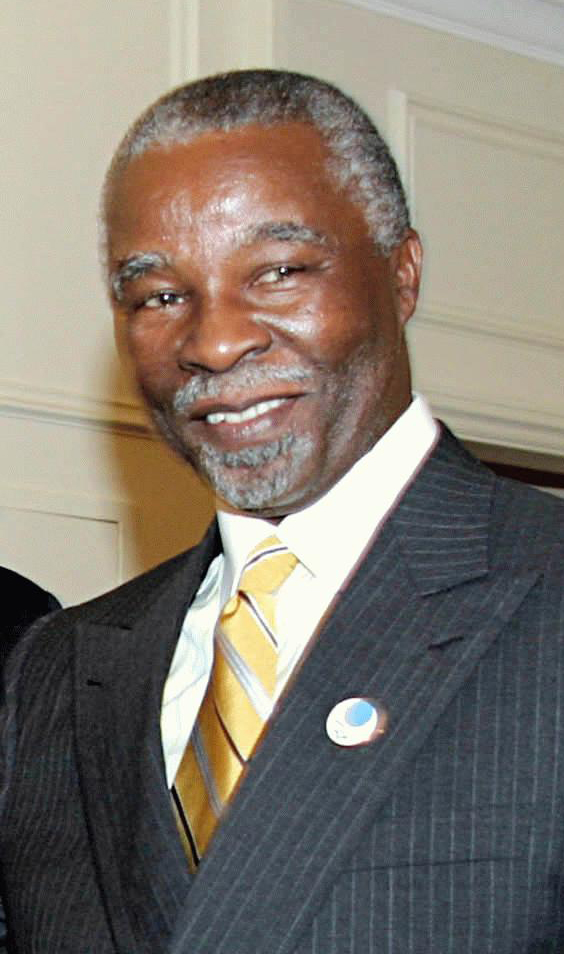
Thabo Mbeki 2003.

Mfengu är en sydafrikansk folkgrupp som talar xhosa. Somliga hävdar (ibland mfengu själva) att de är en egen etnisk folkgrupp medan andra menar att de tillhör samma grupp som folket xhosa.
Ordet mfengu kommer från ordet imfengu, (plural. amamfengu) som betyder hemlös(a) personer och som används på språket xhosa oavsett hudfärg på den hemlöse.
Mfengu är ättlingar till flyktingar från Shaka Zulus krig i Natal som sakta anlände till områden kontrollerade av xhosa och andra stammar i början på 1800-talet. När mfengu skall börja räknas som en egen etnisk folkgrupp är omstritt; somliga historiker föreslår runt 1830-talet, medan andra föreslår sista hälften av 1800-talet. Andra föreslår att synen på mfengu som egen etnisk grupp är frammanad av kolonisatörerna och att mfengu egentligen tillhör samma folkgrupp som xhosa.
Ungefär år 1830 hade mfengu i huvudsak samlats kring en missionärsstation i Butterworth där missionären John Ayliff verkade, men fanns även i andra områden där de fick viss hjälp från andra xhosa-stammar men sällan fann eget land. Butterworth ligger i dag i Östra Kapprovinsen cirka 10 mil nordost om dagens King William's Town.
Runt år 1835 var förhållandet mellan mfengu och xhosa spänt, och mfengu sökte politiskt skydd av missionärer och kolonisatörer. Den 3 maj 1835 besvarade guvernör Sir Benjamin d'Urban ett brev från pastor Ayliff och beviljade att mfengu skulle accepteras som brittiska undersåtar samt gav dem lite land, vilket innebar att de placerades som en buffert mellan kolonisatörerna och xhosastammarna. På så sätt kom mfengu att bli allierade med britterna och bli de första människor med xhosa som modersmål som konverterade till kristendom.
Mfengu stred på britternas sida i de sjätte, sjunde och åttonde xhosakrigen. Landet de bebodde införlivades i Kapkolonin 1879 och britterna såg nu mfengu som ”svarta kolonisatörer” i Kapkolonin. Många av dem blev så småningom ganska rika bönder och somliga blev de första svarta politiska ledarna av europeisk modell. Under apartheid krävde många mfengu egna bantustan.
Idag lever somliga mfengu ganska traditionella liv där männen vallar boskap och kvinnorna sysslar med jordbruk medan andra har modernare yrken som köpman, advokater, statliga tjänstemän eller lärare i de större städerna.
Thabo Mbeki, Sydafrikas andre demokratiskt valde president, tillhör mfengu.